# Emanuel Świeykowski
Emanuel Świeykowski (ur. 1874, zm. 1909 w Nicei) – polski historyk, badacz sztuki.
Wykształcony w Krakowie autor monografii z zakresu historii sztuki.

## Dzieła
- Monografia Dukli
- Pałac w Krystynopolu
- Zarys artystycznego rozwoju tkactwa i hafciarstwa
- Miniatury Muzeum Narodowego
- Pamiętniki Towarzystwa Przyjaciół Sztuk Pięknych